# Xylica quadrispinosa
Xylica quadrispinosa är en insektsart som beskrevs av Ludwig Redtenbacher 1906. Xylica quadrispinosa ingår i släktet Xylica och familjen Bacillidae. Inga underarter finns listade i Catalogue of Life.